# Aeroportul Maramuni
Aeroportul Maramuni (IATA: MWI) este un aeroport din Enga Province⁠(d), Highlands Region⁠(d), Papua Noua Guinee.
aeroportul dispune de o singură pistă.